# Хоси, Соитиро
Соитиро Хоси (яп. 保志 総一朗 Хоси Со:итиро, род. 30 мая 1972) — сэйю и певец.
Использует псевдоним Цуёси Аиба (яп. 相庭 剛志 Аиба Цуёси), когда озвучивает роли в хентайных играх. Родился в Аидзувакамацу (префектура Фукусима, Япония). Работает в компании Arts Vision.

## Роли

### Аниме
- Акира (Samurai Deeper Kyo 2002-)
- Акира Сакамото (Princess Princess 2006-)
- Акюрас (Battle B-Daman 2005)
- Алвисс (Märchen Awakens Romance 2005-)
- Артур (Kaiketsu Zorori 2005-)
- Бруклин (Beyblade G-Revolution 2003)
- Гакуто Мукахи (The Prince of Tennis)
- Даймон Масару (Digimon Savers 2006-)
- Кадзума (Scryed 2001)
- Кадзуки Футёйн (GetBackers 2002-)
- Кайн Блюривер (Lost Universe 1998)
- Камус (Meine Liebe 2004-)
- Каору Ханабиси (Ai Yori Aoshi 2002)
- Каору Мацутакэ (Mirmo! 2002-05)
- Кароку Арумэрита (Karneval 2013)
- Кили Зейбель (Tales of Eternia)
- Кинносукэ Исудзу (Tokyo Underground 2001)
- Кира Ямато (Gundam Seed 2002-03), (Gundam Seed Destiny 2004-05)
- Кэй Кусанаги (Onegai Teacher 2002), (Onegai Twins 2003)
- Кэйити Маэбара (Higurashi no Naku Koro ni 2006-)
- Кютаро Хосино (Planetes 2003-04)
- Люцида Рарегрув (Rave Master 2001-02)
- Масару Даймон (Digimon Savers 2006-)
- Масаси Сато (ToHeart)
- Масянта (Pluster World 2003-04)
- Майкл Гаррет (Gun X Sword 2005)
- Макото Иссики (Chuunibyou demo Koi ga Shitai! 2012)
- Нарутаки (Steam Detectives 1998)
- Одзиро Михара (Angelic Layer 2001)
- Райгарт Арроу (Сломанный Меч 2010)
- Рэки (.hack//Legend of the Twilight 2003)
- Ридзотто (croquette! 2003-05)
- Санада Юкимура (Sengoku Basara 2009-10-11)
- Сэйити Татибана (Haré+Guu)
- Сэйитиро Сано (Law of Ueki 2005-06)
- Скайблю (Melody of Oblivion 2004)
- Сэндзо Татибана (Nintama Rantarō)
- Сон Гоку (Saiyuki 2000-)
- Соитиро Наги (Tenjho Tenge 2004)
- Сугино (Tactics)
- Сунао Фудзимори / Ран (только аниме) (Suki na Mono wa Suki Dakara Shouganai!)
- Такэро Сироганэ в Muv-Luv
- Такидзава (Piano: The Melody of a Young Girl's Heart)
- Такуто Канэсиро/Рю Сома (Argento Soma 2000)
- Томоки Сакураи (Sora no Otoshimono 2009-10)
- Хаос (Xenosaga THE ANIMATION 2005)
- Эйсэн (Harukanaru Toki no Naka de ~Hachiyou syo~ 2004-05)
- Юки Айба (Infinite Ryvius 2000)
- Юкио Касаматсу (Kuroko no Basuke 2012)
- Ямато Микогами (Kikou Sennyo Rouran 2002-03)
- Ясямару (Naruto)
- Лио Сирадзуми (Kara no Kyoukai)
- Death Gun (Sword Art Online II, 2014)
- Сики Сэнри (Vampire Knight)
- Томомити Мотояма (Tsuredure Children, 2017)

### OVA
- Макино (.hack//Liminality)

### Игры
- Такэси Куранари, Кид (Хокуто, Рёго Кабураки) (Ever 17: The Out of Infinity, 2003)
- Такэо Арисима (Bungo and Alchemist, 2016)

### Фильмы
- Артур (Babar, King of Elephants)
- Гоман (Crayon Shin-chan Adventure in Hender Land 1996)
- Какао (Doraemon Nobita no Taiyouou Densetsu 2000)